# Ministerio de Gobierno (Bolivia)
El Ministerio de Gobierno de Bolivia es una entidad oficial dependiente del órgano ejecutivo del estado boliviano. Desde el 20 de mayo de 2025 el actual ministro de Gobierno es Roberto Ríos Sanjinés.

## Ministros

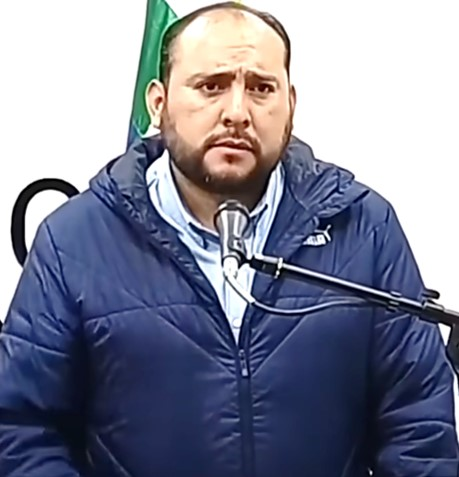
Roberto Ríos Sanjinés (1986) es el actual ministro de gobierno del estado boliviano.

Prácticamente desde la Revolución Nacional de 1952 hasta el año 2020 hubo más de setenta ministros que estuvieron al mando del ministerio de gobierno, pero solo cuatro ministros lograron permanecer por más tiempo en su cargo, los cuales fueron los siguientes: de manera discontinua está Carlos Romero Bonifaz (con 6 años y 10 meses) y de manera continua está Federico Fortun Sanjinés desde 1952 hasta 1956 (con 3 años y 8 meses), luego Juan Pereda Asbún desde 1974 hasta 1977 (con 3 años y 7 meses) y finalmente Alfredo Rada Vélez desde 2007 hasta 2010 (con 3 años).
De los más de 70 ministros, solo 2 lograron volver a ocupar el mismo cargo 2 veces; el primero fue Carlos Sánchez Berzain que estuvo como ministro de gobierno desde 1995 hasta 1996 y volvió nuevamente al cargo el año 1997 y el segundo fue Carlos Romero Bonifaz que estuvo como ministro desde 2012 hasta 2014 y volvió nuevamente al ministerio de gobierno el año 2015 hasta 2019.
| Ministros de Gobierno                   | Posesionado por el Presidente de Bolivia | Periodo como Ministro o Ministra | Periodo como Ministro o Ministra | Tiempo de Duración en el Cargo Ministerial | Decreto Presidencial de Designación |
| Ministros de Gobierno                   | Posesionado por el Presidente de Bolivia | INICIO                           | FINAL                            | Tiempo de Duración en el Cargo Ministerial | Decreto Presidencial de Designación |
| --------------------------------------- | ---------------------------------------- | -------------------------------- | -------------------------------- | ------------------------------------------ | ----------------------------------- |
| DÉCADA DE 1930 (Años 30s)               |                                          |                                  |                                  |                                            |                                     |
| César Menacho Saavedra † (1891-1961)    | Germán Busch Becerra                     | 19 de julio de 1937              | 12 de agosto de 1938             | 1 año y 24 días                            |                                     |
| Gabriel Gosálvez Tejada † (1899-1957)   | Germán Busch Becerra                     | 12 de agosto de 1938             | 18 de marzo de 1939              | 7 meses y 6 días                           |                                     |
| Vicente Leytón (†)                      | Germán Busch Becerra                     | 18 de marzo de 1939              | 15 de abril de 1940              | 1 año y 28 días                            |                                     |
| DÉCADA DE 1940 (Años 40s)               |                                          |                                  |                                  |                                            |                                     |
| Julio de la Vega (†)                    | Enrique Peñaranda Castillo               | 15 de abril de 1940              | 11 de noviembre de 1940          | 6 meses y 26 días                          |                                     |
| Demetrio Ramos (†)                      | Enrique Peñaranda Castillo               | 11 de noviembre de 1940          | 12 de junio de 1941              | 7 meses y 1 día                            |                                     |
| Zacarías Murillo (†)                    | Enrique Peñaranda Castillo               | 12 de junio de 1941              | 1 de octubre de 1941             | 3 meses y 19 días                          |                                     |
| Adolfo Vilar Mendivil (†)               | Enrique Peñaranda Castillo               | 1 de octubre de 1941             | 20 de julio de 1942              | 9 meses y 19 días                          |                                     |
| Bernardo Navajas Trigo † (1891-1973)    | Enrique Peñaranda Castillo               | 20 de julio de 1942              | 26 de noviembre de 1942          | 4 meses y 6 días                           |                                     |
| Pedro Zilveti Arce † (1897-1978)        | Enrique Peñaranda Castillo               | 26 de noviembre de 1942          | 20 de diciembre de 1943          | 1 año y 24 días                            |                                     |
| Alfredo Taborga (†)                     | Gualberto Villarroel López               | 20 de diciembre de 1943          | 11 de febrero de 1944            | 1 mes y 22 días                            |                                     |
| Alfredo Pacheco (†)                     | Gualberto Villarroel López               | 11 de febrero de 1944            | 8 de agosto de 1944              | 5 meses y 26 días                          |                                     |
| Alfonso Quinteros (†)                   | Gualberto Villarroel López               | 8 de agosto de 1944              | 31 de diciembre de 1944          | 1 año, 6 meses y 21 días                   |                                     |
| Edmundo Nogales Ortiz (†)               | Gualberto Villarroel López               | 31 de diciembre de 1944          | 21 de julio de 1946              | 1 año, 6 meses y 21 días                   |                                     |
| Cleto Cabrera García (†)                | Néstor Guillén Olmos                     | 24 de julio de 1946              | 25 de agosto de 1946             | 1 mes y 1 día                              |                                     |
| Luis Ponce Lozada (†)                   | Enrique Hertzog Garaizabal               | 10 de marzo de 1947              | 11 de septiembre de 1947         | 6 meses y 1 día                            |                                     |
| Alfredo Mollinedo Imaña † (1896-1973)   | Enrique Hertzog Garaizabal               | 11 de septiembre de 1947         | 14 de abril de 1950              | 2 años, 7 meses y 3 días                   |                                     |
| DÉCADA DE 1950 (Años 50s)               |                                          |                                  |                                  |                                            |                                     |
| Jorge Rodríguez Hurtado † (1901-1958)   | Mamerto Urriolagoitia                    | 14 de abril de 1950              | 29 de junio de 1950              | 2 meses y 15 días                          |                                     |
| Ciro Félix Trigo † (1915-1967)          | Mamerto Urriolagoitia                    | 29 de junio de 1950              | 10 de agosto de 1950             | 1 mes y 11 días                            |                                     |
| Luis Ponce Lozada (†)                   | Mamerto Urriolagoitia                    | 10 de agosto de 1950             | 15 de febrero de 1951            | 6 meses y 5 días                           |                                     |
| José Saavedra Suárez † (1905-1975)      | Mamerto Urriolagoitia                    | 15 de febrero de 1951            | 16 de mayo de 1951               | 3 meses y 1 día                            |                                     |
| Antonio Seleme Vargas † (1904-1979)     | Hugo Ballivián Rojas                     | 16 de mayo de 1951               | 9 de abril de 1952               | 10 meses y 24 días                         |                                     |
| César Aliaga Carrasco † (1909-1982)     | Víctor Paz Estenssoro                    | 12 de abril de 1952              | 22 de noviembre de 1952          | 7 meses y 10 días                          |                                     |
| Federico Fortún Sanginés † (1910-1986)  | Víctor Paz Estenssoro                    | 22 de noviembre de 1952          | 6 de agosto de 1956              | 3 años, 8 meses y 14 días                  |                                     |
| Arturo Fortún Sanginés † (1906-1973)    | Hernán Siles Suazo                       | 6 de agosto de 1956              | 18 de enero de 1957              | 5 meses y 12 días                          |                                     |
| Roberto Méndez Tejada (†)               | Hernán Siles Suazo                       | 18 de enero de 1957              | 20 de julio de 1957              | 6 meses y 2 días                           |                                     |
| José Cuadros Quiroga † (1908-1975)      | Hernán Siles Suazo                       | 20 de julio de 1957              | 30 de mayo de 1958               | 10 meses y 10 días                         |                                     |
| Marcial Tamayo Saénz † (1921-1997)      | Hernán Siles Suazo                       | 30 de mayo de 1958               | 17 de agosto de 1958             | 2 meses y 18 días                          |                                     |
| Walter Guevara Arze † (1912-1996)       | Hernán Siles Suazo                       | 17 de agosto de 1958             | 4 de noviembre de 1959           | 1 año, 2 meses y 18 días                   |                                     |
| Carlos Morales Guillén † (-1994)        | Hernán Siles Suazo                       | 12 de noviembre de 1959          | 10 de junio de 1960              | 6 meses y 28 días                          |                                     |
| DÉCADA DE 1960 (Años 60s)               |                                          |                                  |                                  |                                            |                                     |
| Mario Diez de Medina † (1910-1971)      | Hernán Siles Suazo                       | 10 de junio de 1960              | 6 de agosto de 1960              | 1 mes y 26 días                            |                                     |
| Eduardo Rivas Ugalde † (1915-1974)      | Víctor Paz Estenssoro                    | 6 de agosto de 1960              | 8 de enero de 1962               | 1 año, 5 meses y 2 días                    |                                     |
| José Antonio Arze Murillo † (1924-2000) | Víctor Paz Estenssoro                    | 8 de enero de 1962               | 3 de febrero de 1964             | 2 años y 26 días                           |                                     |
| Rúben Julio Castro (†)                  | Víctor Paz Estenssoro                    | 3 de febrero de 1964             | 31 de marzo de 1964              | 1 mes y 28 días                            |                                     |
| José Fellman Velarde † (1922-1982)      | Víctor Paz Estenssoro                    | 31 de marzo de 1964              | 6 de agosto de 1964              | 4 meses y 6 días                           |                                     |
| Ciro Humboldt Barrero † (1925-2004)     | Víctor Paz Estenssoro                    | 6 de agosto de 1964              | 4 de noviembre de 1964           | 2 meses y 29 días                          |                                     |
| Oscar Quiroga Terán (†)                 | René Barrientos Ortuño                   | 5 de noviembre de 1964           | 6 de agosto de 1966              | 1 año, 9 meses y 1 día                     |                                     |
| Antonio Arguedas Mendieta † (1928-2000) | René Barrientos Ortuño                   | 6 de agosto de 1966              | 27 de julio de 1968              | 1 año, 11 meses y 21 días                  |                                     |
| David Fernández Viscarra (†)            | René Barrientos Ortuño                   | 27 de julio de 1968              | 25 de abril de 1969              | 8 meses y 29 días                          |                                     |
| Eufronio Padilla (†)                    | Luis Adolfo Siles Salinas                | 25 de abril de 1969              | 26 de septiembre de 1969         | 5 meses y 1 día                            |                                     |
| Juan Ayoroa Ayoroa (†)                  | Alfredo Ovando Candia                    | 26 de septiembre de 1969         | 9 de octubre de 1970             | 1 año y 13 días                            |                                     |
| DÉCADA DE 1970 (Años 70s)               |                                          |                                  |                                  |                                            |                                     |
| Jorge Gallardo Lozada † (1934-2019)     | Juan José Torres Gonzales                | 9 de octubre de 1970             | 22 de agosto de 1971             | 10 meses y 13 días                         |                                     |
| Andrés Selich Chop † (1927-1973)        | Hugo Banzer Suárez                       | 22 de agosto de 1971             | 28 de diciembre de 1971          | 4 meses y 6 días                           |                                     |
| Mario Adett Zamora Toledo † (1925-2013) | Hugo Banzer Suárez                       | 28 de diciembre de 1971          | 23 de abril de 1973              | 1 año, 3 meses y 26 días                   |                                     |
| Alfredo Arce Carpio † (1941-2001)       | Hugo Banzer Suárez                       | 23 de abril de 1973              | 21 de mayo de 1973               | 28 días                                    |                                     |
| Walter Castro Avendaño (†)              | Hugo Banzer Suárez                       | 21 de mayo de 1973               | 14 de febrero de 1974            | 8 meses y 24 días                          |                                     |
| Juan Pereda Asbún † (1931-2012)         | Hugo Banzer Suárez                       | 14 de febrero de 1974            | 28 de noviembre de 1977          | 3 años, 9 meses y 14 días                  |                                     |
| Guillermo Jiménez Gallo † (1913-1996)   | Hugo Banzer Suárez                       | 28 de noviembre de 1977          | 24 de julio de 1978              | 7 meses y 26 días                          |                                     |
| Faustino Rico Toro Herbas (1937-)       | Juan Pereda Asbún                        | 24 de julio de 1978              | 24 de noviembre de 1978          | 4 meses                                    |                                     |
| Raúl López Leyton (†)                   | David Padilla Arancibia                  | 24 de noviembre de 1978          | 9 de agosto de 1979              | 8 meses y 15 días                          |                                     |
| Jaime Aranibar Guevara † (1932-2001)    | Walter Guevara Arze                      | 9 de agosto de 1979              | 1 de noviembre de 1979           | 2 meses y 23 días                          |                                     |
| Carlos Mena Burgos (†)                  | Alberto Natusch Busch                    | 1 de noviembre de 1979           | 19 de noviembre de 1979          | 18 días                                    |                                     |
| Jorge Selum Vaca Diez † (-1981)         | Lidia Gueiler Tejada                     | 19 de noviembre de 1979          | 7 de abril de 1980               | 4 meses y 18 días                          |                                     |
| DÉCADA DE 1980 (Años 80s)               |                                          |                                  |                                  |                                            |                                     |
| Antonio Arnez Camacho † (-2019)         | Lidia Gueiler Tejada                     | 7 de abril de 1980               | 18 de julio de 1980              | 3 meses y 11 días                          |                                     |
| Luis Arce Gómez † (1938-2020)           | Luis García Meza Tejada                  | 18 de julio de 1980              | 25 de febrero de 1981            | 7 meses y 7 días                           |                                     |
| Celso Torrelio Villa † (1933-1999)      | Luis García Meza Tejada                  | 25 de febrero de 1981            | 30 de junio de 1981              | 4 meses y 5 días                           |                                     |
| Jorge Salazar Crespo (†)                | Luis García Meza Tejada                  | 30 de junio de 1981              | 11 de agosto de 1981             | 1 mes y 11 días                            |                                     |
| Rolando Canido Vericochea (†)           | Junta Militar de Gobierno                | 11 de agosto de 1981             | 7 de septiembre de 1981          | 27 días                                    |                                     |
| Rómulo Mercado Garnica (†)              | Celso Torrelio Villa                     | 7 de septiembre de 1981          | 21 de julio de 1982              | 10 meses y 14 días                         |                                     |
| Edgar Rojas Ruíz (†)                    | Guido Vildoso Calderon                   | 21 de julio de 1982              | 10 de octubre de 1982            | 2 meses y 20 días                          |                                     |
| Mario Roncal Antezana † (1929-2019)     | Hernán Siles Suazo                       | 10 de octubre de 1982            | 25 de agosto de 1983             | 10 meses y 15 días                         |                                     |
| Federico Álvarez Plata † (1916-2003)    | Hernán Siles Suazo                       | 25 de agosto de 1983             | 10 de mayo de 1985               | 1 año, 8 meses y 16 días                   |                                     |
| Gustavo Sánchez Salazar † (1928-2016)   | Hernán Siles Suazo                       | 10 de mayo de 1985               | 6 de agosto de 1985              | 2 meses y 27 días                          |                                     |
| Federico Kaune Arteaga † (1934-1985)    | Víctor Paz Estenssoro                    | 6 de agosto de 1985              | 25 de agosto de 1985             | 19 días                                    |                                     |
| Fernando Barthelemy † (1932-2000)       | Víctor Paz Estenssoro                    | 27 de agosto de 1985             | 6 de agosto de 1987              | 1 año, 11 meses y 10 días                  |                                     |
| Juan Carlos Durán † (1949-2023)         | Víctor Paz Estenssoro                    | 6 de agosto de 1987              | 1 de abril de 1989               | 1 año, 7 meses y 26 días                   |                                     |
| Eduardo Pérez Beltrán (1945-)           | Víctor Paz Estenssoro                    | 1 de abril de 1989               | 6 de agosto de 1989              | 4 meses y 5 días                           |                                     |
| Guillermo Capobianco † (1945-2020)      | Jaime Paz Zamora                         | 6 de agosto de 1989              | 15 de marzo de 1991              | 1 año, 7 meses y 9 días                    |                                     |
| DÉCADA DE 1990 (Años 90s)               |                                          |                                  |                                  |                                            |                                     |
| Carlos Saavedra Bruno (1949-)           | Jaime Paz Zamora                         | 15 de marzo de 1991              | 6 de abril de 1993               | 2 años y 22 días                           | Decreto 22752                       |
| Marco Antonio Oviedo Huerta (1956-)     | Jaime Paz Zamora                         | 6 de abril de 1993               | 6 de agosto de 1993              | 4 meses                                    |                                     |
| Germán Quiroga Gómez † (1951-2018)      | Gonzalo Sánchez de Lozada                | 6 de agosto de 1993              | 6 de enero de 1995               | 1 año y 5 meses                            |                                     |
| Carlos Sánchez Berzain (1959-)          | Gonzalo Sánchez de Lozada                | 6 de enero de 1995               | 1 de diciembre de 1996           | 1 año, 10 meses y 26 días                  |                                     |
| Franklin Anaya Vásquez † (1945-2011)    | Gonzalo Sánchez de Lozada                | 1 de diciembre de 1996           | 14 de enero de 1997              | 1 mes y 13 días                            |                                     |
| Carlos Sánchez Berzain (1959-)          | Gonzalo Sánchez de Lozada                | 14 de enero de 1997              | 3 de abril de 1997               | 2 meses y 20 días                          |                                     |
| Victor Hugo Canelas † (1954-2020)       | Gonzalo Sánchez de Lozada                | 3 de abril de 1997               | 6 de agosto de 1997              | 4 meses y 3 días                           |                                     |
| Guido Nayar Parada (1962-)              | Hugo Banzer Suárez                       | 16 de septiembre de 1997         | 18 de junio de 1999              | 1 año, 9 meses y 2 días                    |                                     |
| Walter Guiteras Denis † (1950-2020)     | Hugo Banzer Suárez                       | 21 de junio de 1999              | 25 de abril de 2000              | 10 meses y 4 días                          |                                     |
| DÉCADA DE 2000 (Años 2000s)             |                                          |                                  |                                  |                                            |                                     |
| Guillermo Fortún Suárez † (1938-2012)   | Hugo Banzer Suárez                       | 25 de abril de 2000              | 6 de agosto de 2001              | 1 año, 3 meses y 11 días                   |                                     |
| Leopoldo Fernández Ferreira (1952-)     | Jorge Quiroga Ramirez                    | 6 de agosto de 2001              | 5 de marzo de 2002               | 6 meses y 30 días                          | Decreto 26277                       |
| José Luis Lupo Flores (1961-)           | Jorge Quiroga Ramirez                    | 5 de marzo de 2002               | 8 de agosto de 2002              | 5 meses y 3 días                           | Decreto 26532                       |
| Alberto Gasser Vargas (1953-)           | Gonzalo Sánchez de Lozada                | 6 de agosto de 2002              | 19 de febrero de 2003            | 6 meses y 13 días                          | Decreto 26754                       |
| Yerko Kukoc del Carpio † (1954-2011)    | Gonzalo Sánchez de Lozada                | 19 de febrero de 2003            | 17 de octubre de 2003            | 8 meses y 26 días                          | Decreto 26937                       |
| Alfonso Ferrufino † (1942-2023)         | Carlos Mesa Gisbert                      | 19 de octubre de 2003            | 17 de agosto de 2004             | 9 meses y 29 días                          | Decreto 27215                       |
| Saúl Octavio Lara Torrico (1957-)       | Carlos Mesa Gisbert                      | 17 de agosto de 2004             | 9 de junio de 2005               | 9 meses y 23 días                          | Decreto 27676                       |
| Gustavo Ávila Bustamante (-)            | Eduardo Rodríguez Veltzé                 | 14 de junio de 2005              | 23 de enero de 2006              | 7 meses y 9 días                           | Decreto 28201                       |
| Alicia Muñoz Alá (1951-)                | Evo Morales Ayma                         | 23 de enero de 2006              | 23 de enero de 2007              | 1 año                                      | Decreto 28602                       |
| Alfredo Octavio Rada Vélez (1965-)      | Evo Morales Ayma                         | 23 de enero de 2007              | 23 de enero de 2010              | 3 años                                     | Decreto 29015                       |
| DÉCADA DE 2010 (Años 10s)               |                                          |                                  |                                  |                                            |                                     |
| Sacha Llorenti Soliz (1972-)            | Evo Morales Ayma                         | 23 de enero de 2010              | 27 de septiembre de 2011         | 1 año, 8 meses y 4 días                    | Decreto 407                         |
| Wilfredo Chávez Serrano (1969-)         | Evo Morales Ayma                         | 27 de septiembre de 2011         | 23 de enero de 2012              | 3 meses y 26 días                          | Decreto 991                         |
| Carlos Romero Bonifaz (1966-)           | Evo Morales Ayma                         | 23 de enero de 2012              | 15 de julio de 2014              | 2 años, 5 meses y 23 días                  | Decreto 1125                        |
| Jorge Pérez Valenzuela (1969-)          | Evo Morales Ayma                         | 15 de julio de 2014              | 23 de enero de 2015              | 6 meses y 8 días                           | Decreto 2059                        |
| Hugo Moldiz Mercado (1964-)             | Evo Morales Ayma                         | 23 de enero de 2015              | 25 de mayo de 2015               | 4 meses y 2 días                           | Decreto 2249                        |
| Carlos Romero Bonifaz (1966-)           | Evo Morales Ayma                         | 25 de mayo de 2015               | 10 de noviembre de 2019          | 4 años, 5 meses y 16 días                  | Decreto 2374                        |
| Arturo Murillo Prijic (1963-)           | Jeanine Áñez Chávez                      | 13 de noviembre de 2019          | 6 de noviembre de 2020           | 11 meses y 23 días                         | Decreto 4077                        |
| DÉCADA DE 2020 (Años 20s)               |                                          |                                  |                                  |                                            |                                     |
| Carlos Eduardo Del Castillo (1988-)     | Luis Arce Catacora                       | 9 de noviembre de 2020           | 20 de mayo de 2025               | 4 años, 6 meses y 11 días                  | Decreto 4077                        |
| Roberto Ríos Sanjinés (1986-)           | Luis Arce Catacora                       | 20 de mayo de 2025               | Presente                         | 2 meses y 30 días                          |                                     |

### Viceministros

#### Viceministerio de Régimen Interior y Policía
| Viceministro/a de Régimen Interior y Policía | Posesionado/a por el Ministro/a | Período como Viceministro                         | Tiempo de Duración en el Cargo Viceministerial | Referencias                 |
| -------------------------------------------- | ------------------------------- | ------------------------------------------------- | ---------------------------------------------- | --------------------------- |
| Hugo San Martín Arzabe                       | Germán Quiroga Gómez            | 7 de agosto de 1993 - 1 de diciembre de 1996      | 3 años, 3 meses y 25 días                      |                             |
| Julio Prado Salmón                           | Carlos Sánchez Berzain          | 21 de enero de 1997 - 1 de abril de 1997          | 2 meses y 11 días                              | [ 2 ]                       |
| José Luis Harb Barrientos                    | Victor Hugo Canelas             | 10 de abril de 1997 - 6 de agosto de 1997         | 3 meses y 26 días                              | [ 3 ]                       |
| Rafael Canedo Trigo                          | Guido Nayar Parada              | 7 de agosto de 1997 - 2 de marzo de 1999          | 1 año, 6 meses y 26 días                       | [ 4 ]                       |
| José Orías Arredondo                         | Guido Nayar Parada              | 2 de marzo de 1999 - 30 de mayo de 2000           | 1 año, 2 meses y 28 días                       | [ 4 ]                       |
| Jorge Antonio Vera Corvera                   | Guillermo Fortún Suárez         | 30 de mayo de 2000 - 26 de marzo de 2002          | 1 año, 9 meses y 27 días                       | [ 5 ]                       |
| Oscar Jordán                                 | José Luis Lupo Flores           | 26 de marzo de 2002 - 6 de agosto de 2002         | 4 meses y 11 días                              | [ 6 ]                       |
| José Luis Harb Barrientos                    | Alberto Gasser Vargas           | 15 de agosto de 2002 - 17 de octubre de 2003      | 1 año, 2 meses y 2 días                        | [ 7 ]                       |
| Saúl Lara Torrico                            | Alfonso Ferrufino               | 24 de octubre de 2003 - 17 de agosto de 2004      | 9 meses y 24 días                              |                             |
| Adrián Oliva Alcázar                         | Saúl Lara Torrico               | 15 de septiembre de 2004 - 9 de junio de 2005     | 8 meses y 24 días                              |                             |
| Freddy Flores Avilés                         | Gustavo Ávila Bustamante        | 19 de julio de 2005 - 2 de septiembre de 2005     | 1 mes y 14 días                                |                             |
| Antonio Pastor Jordán Jimeno                 | Gustavo Ávila Bustamante        | 2 de septiembre de 2005 - 22 de enero de 2006     | 4 meses y 20 días                              |                             |
| Rafael Puente Calvo                          | Alicia Muñoz Alá                | 27 de enero de 2006 - 27 de septiembre de 2006    | 8 meses                                        |                             |
| Rubén Alberto Gamarra Hurtado                | Alicia Muñoz Alá                | 27 de septiembre de 2006 - 5 de diciembre de 2008 | 2 años, 2 meses y 8 días                       |                             |
| Marcos Jaime Farfán Farjat                   | Alfredo Rada Vélez              | 5 de diciembre de 2008 - 3 de febrero de 2010     | 1 año, 1 mes y 29 días                         |                             |
| Gustavo Torrico Landa                        | Sacha Llorenti Soliz            | 3 de febrero de 2010 - 16 de julio de 2010        | 5 meses y 13 días                              |                             |
| Marcos Jaime Farfán Farjat                   | Sacha Llorenti Soliz            | 16 de julio de 2010 - 27 de septiembre de 2011    | 1 año, 2 meses y 11 días                       |                             |
| Roberto Quiróz Guillen                       | Wilfredo Chávez Serrano         | 7 de octubre de 2011 - 5 de marzo de 2012         | 4 meses y 29 días                              |                             |
| Jorge Pérez Valenzuela                       | Carlos Romero Bonifaz           | 5 de marzo de 2012 - 15 de julio de 2014          | 2 años, 4 meses y 10 días                      |                             |
| Jorge Pérez Valenzuela                       | Hugo Moldiz Mercado             | 26 de enero de 2015 - 9 de septiembre de 2015     | 7 meses y 14 días                              |                             |
| Marcelo Elío Chávez                          | Carlos Romero Bonifaz           | 9 de septiembre de 2015 - 10 de marzo de 2016     | 6 meses y 1 día                                |                             |
| Rodolfo Illanes Alvarado                     | Carlos Romero Bonifaz           | 14 de marzo de 2016 - 25 de agosto de 2016        | 5 meses y 11 días                              |                             |
| Pedro Julio Villa Olarte                     | Carlos Romero Bonifaz           | 13 de octubre de 2016 - 30 de enero de 2017       | 3 meses y 17 días                              | [ 8 ] [ 9 ] [ 10 ]          |
| José Luis Quiroga Altamirano                 | Carlos Romero Bonifaz           | 30 de enero de 2017 - 10 de noviembre de 2019     | 2 años, 9 meses y 11 días                      | [ 11 ] [ 12 ] [ 13 ]        |
| Daniel Humerez Valda                         | Arturo Murillo Prijic           | 18 de noviembre de 2019 - 11 de febrero de 2020   | 2 meses y 23 días                              | [ 14 ] [ 15 ]               |
| Javier Antonio Issa Reynolds                 | Arturo Murillo Prijic           | 11 de febrero de 2020 - 4 de noviembre de 2020    | 8 meses y 22 días                              | [ 16 ] [ 17 ] [ 18 ] [ 19 ] |
| Emilio Rodas Panique                         | Carlos Eduardo del Castillo     | 19 de noviembre de 2020 - 28 de junio de 2021     | 7 meses y 9 días                               |                             |
| Nelson Marcelo Cox Mayorga                   | Carlos Eduardo del Castillo     | 28 de junio de 2021 - 10 de enero de 2022         | 6 meses y 12 días                              |                             |
| Bishara Sarras Badawi (interino)             | Sin cambios                     | 10 de enero de 2022 - 19 de junio de 2022         | 5 meses y 9 días                               |                             |
| Ismael Téllez Jiménez                        | Carlos Eduardo del Castillo     | 19 de junio de 2022 - 1 de abril de 2023          | 9 meses y 12 días                              |                             |
| Jhonny Aguilera Montecinos                   | Carlos Eduardo del Castillo     | 1 de abril de 2023-presente                       | 2 años, 4 meses y 18 días                      |                             |

#### Viceministerio de Seguridad Ciudadana
| Viceministro/a de Seguridad Ciudadana | Posesionado/a por el Ministro/a | Período como Viceministro                         | Tiempo de Duración en el Cargo Viceministerial | Referencias                                             |
| ------------------------------------- | ------------------------------- | ------------------------------------------------- | ---------------------------------------------- | ------------------------------------------------------- |
| José Percy Paredes Coimbra            | Alicia Muñoz Alá                | 27 de enero de 2006 - 19 de octubre de 2006       | 8 meses y 23 días                              |                                                         |
| Raúl Medrano Vidal                    | Alicia Muñoz Alá                | 19 de octubre de 2006 - 25 de enero de 2007       | 3 meses y 6 días                               |                                                         |
| Marcos Jaime Farfán Farjat            | Alfredo Rada Vélez              | 25 de enero de 2007 - 19 de febrero de 2008       | 1 año y 25 días                                | [ 20 ]                                                  |
| Alberto Castillo Costa                | Alfredo Rada Vélez              | 19 de febrero de 2008 - 4 de noviembre de 2009    | 1 año, 8 meses y 14 días                       | [ 21 ] [ 22 ] [ 23 ]                                    |
| Miguel Humberto Vásquez Viscarra      | Alfredo Rada Vélez              | 4 de noviembre de 2009 - 25 de junio de 2012      | 2 años, 7 meses y 21 días                      | [ 24 ] [ 25 ] [ 26 ] [ 27 ]                             |
| Luis Henry Baldelomar Chávez          | Carlos Romero Bonifaz           | 6 de julio de 2012 - 22 de febrero de 2013        | 7 meses y 16 días                              | [ 28 ] [ 29 ] [ 30 ] [ 31 ]                             |
| Humberto Echalar Flores               | Carlos Romero Bonifaz           | 22 de febrero de 2013 - 22 de diciembre de 2013   | 10 meses                                       | [ 32 ] [ 33 ] [ 34 ] [ 35 ] [ 36 ] [ 37 ]               |
| Alberto Aracena Martínez              | Carlos Romero Bonifaz           | 22 de diciembre de 2013 - 2 de febrero de 2015    | 1 año, 1 mes y 11 días                         | [ 38 ]                                                  |
| Gonzalo David Lazcano Murillo         | Hugo Moldiz Mercado             | 2 de febrero de 2015 - 9 de septiembre de 2015    | 7 meses y 7 días                               | [ 38 ]                                                  |
| Carlos Aparicio Vedia                 | Carlos Romero Bonifaz           | 9 de septiembre de 2015 - 1 de septiembre de 2017 | 1 año, 11 meses y 22 días                      | [ 38 ]                                                  |
| José Gonzalo Trigoso Agudo            | Carlos Romero Bonifaz           | 4 de septiembre de 2017 - 25 de enero de 2018     | 4 meses y 21 días                              | [ 38 ]                                                  |
| Wilfredo Chávez Serrano               | Carlos Romero Bonifaz           | 25 de enero de 2018 - 10 de noviembre de 2019     | 1 año, 9 meses y 16 días                       | [ 39 ] [ 40 ] [ 41 ] [ 42 ] [ 43 ] [ 44 ] [ 45 ]        |
| Wilson Pedro Santamaría Choque        | Arturo Murillo Prijic           | 19 de noviembre de 2019 - 5 de noviembre de 2020  | 11 meses y 16 días                             | [ 46 ] [ 47 ] [ 48 ] [ 49 ]                             |
| Gonzalo David Lazcano Murillo         | Carlos Eduardo del Castillo     | 19 de noviembre de 2020 - 6 de abril de 2021      | 4 meses y 17 días                              | [ 50 ] [ 51 ] [ 52 ] [ 53 ] [ 54 ] [ 55 ] [ 56 ] [ 57 ] |
| Roberto Ríos Sanjinés                 | Carlos Eduardo del Castillo     | 6 de abril de 2021 - 20 de mayo de 2025           | 4 años, 1 mes y 14 días                        | [ 58 ] [ 59 ] [ 60 ] [ 61 ] [ 62 ] [ 63 ] [ 64 ] [ 65 ] |
| Alcira Carola Arraya Borges           | Roberto Ríos Sanjinés           | 30 de mayo de 2025-presente                       | 2 meses y 20 días                              |                                                         |

#### Viceministerio de Defensa Social y Sustancias Controladas
| Viceministro/a de Defensa Social y Sustancias Controladas | Posesionado/a por el Ministro/a | Período como Viceministro                          | Tiempo de Duración en el Cargo Viceministerial | Referencias |
| --------------------------------------------------------- | ------------------------------- | -------------------------------------------------- | ---------------------------------------------- | ----------- |
| Gonzalo Torrico Flores                                    | Guillermo Capobianco            | 7 de agosto de 1989 - 7 de agosto de 1993          | 4 años                                         |             |
| Enrique Soria Jaúregui                                    | Germán Quiroga Gómez            | 7 de agosto de 1993 - 7 de noviembre de 1993       | 3 meses                                        |             |
| Mario Soliz Valenzuela                                    | Germán Quiroga Gómez            | 7 de noviembre de 1993 - 21 de julio de 1995       | 1 año, 8 meses y 14 días                       |             |
| Victor Hugo Canelas Zannier                               | Carlos Sánchez Berzain          | 21 de julio de 1995 - 7 de agosto de 1997          | 2 años y 17 días                               |             |
| Guillermo Canedo Patiño                                   | Guido Nayar Parada              | 17 de agosto de 1997 - 14 de septiembre de 2000    | 3 años y 28 días                               |             |
| Roberto Lemaitre Mendoza                                  | Guillermo Fortún Suárez         | 19 de septiembre de 2000 - 30 de noviembre de 2000 | 2 meses y 11 días                              |             |
| Eduardo Sfeir Byron                                       | Guillermo Fortún Suárez         | 15 de diciembre de 2000 - 16 de agosto de 2001     | 8 meses y 1 día                                |             |
| Oswaldo Antezana Vacadiez                                 | Leopoldo Fernández Ferreira     | 16 de agosto de 2001 - 16 de agosto de 2002        | 1 año                                          |             |
| Ernesto Justiniano Urenda                                 | Alberto Gasser Vargas           | 23 de agosto de 2002 - 21 de octubre de 2003       | 1 año, 2 meses y 5 días                        |             |
| Roberto Pérez Tellería                                    | Alfonso Ferrufino               | 27 de octubre de 2003 - 9 de junio de 2005         | 1 año, 7 meses y 13 días                       |             |
| Javier Viscarra Valdivia                                  | Gustavo Ávila Bustamante        | 19 de julio de 2005 - 22 de enero de 2006          | 6 meses y 3 días                               |             |
| Felipe Cáceres García                                     | Alicia Muñoz Alá                | 27 de enero de 2006 - 10 de noviembre de 2019      | 13 años, 9 meses y 14 días                     |             |
| Jaime Zamora Fernández                                    | Arturo Murillo Prijic           | 20 de noviembre de 2019 - 6 de noviembre de 2020   | 11 meses y 16 días                             |             |
| Jaime Mamani Espíndola                                    | Carlos Eduardo del Castillo     | 13 de noviembre de 2020 - Actualidad               | 4 años, 9 meses y 6 días                       |             |

## Funciones
La misión del Ministerio es la de implementar políticas públicas proactivas en materia de seguridad ciudadana, régimen interior, migratorio, penitenciario y defensa social y sustancias controladas, asegurando el ejercicio pleno de los derechos y garantías constitucionales y el fortalecimiento de la gobernabilidad democrática de la población boliviana.
Antes llamado ministerio del interior, actualmente es ocupado y dirigido por el ministro Eduardo Del Castillo del Carpio. El viceministerio de Seguridad Ciudadana es ocupado por Roberto Rios, el viceministerio de Régimen Interior y Policía dirigido por Javier Issa y el viceministerio de Defensa Social y Sustancias Controladas dirigido por Jaime Zamora Fernández.
El actual ministro es el político Eduardo Castillo del Carpio.

## Misión
“El Ministerio de Gobierno, implementa políticas públicas proactivas en materia de seguridad ciudadana, régimen interior, migratorio, penitenciario y defensa social, asegurando el ejercicio pleno de los derechos y garantías constitucionales y el fortalecimiento de la gobernabilidad democrática de la población boliviana”.

## Visión
“El Ministerio de Gobierno desarrolla una gestión transparente, moderna y con tecnología de punta que contribuye a garantizar las libertades constitucionales y preservar la gobernabilidad de la población boliviana aplicando políticas proactivas de Seguridad Ciudadana, Régimen Interior, Migratorio, Penitenciario y defensa social, logrando una convivencia armónica que asegure la paz social”.

## Marco Normativo - Ministerio de Gobierno
Según el Decreto Supremo N. 29894, el Honorable Congreso Nacional, decretó: LEY DE ORGANIZACIÓN DEL PODER EJECUTIVO.
Título I, Objetivo
Artículo 1° .- Esta Ley, de conformidad con el Artículo 99 de la Constitución Política del Estado, tiene por objeto establecer el número y atribuciones de los Ministros de Estado y otras normas relacionadas con la organización del Poder Ejecutivo.
Título II, Ministros de Estado y Órganos de Coordinación
Capítulo I, Ministros de Estado
Artículo 2° .- I. Los servicios y asuntos de la Administración Pública son atendidos por los Ministros de Estado, cuyo número y atribuciones determina la presente Ley. Los Ministros de Estado son los siguientes:
Ministro de Relaciones Exteriores y Cultos
Ministro de la Presidencia
Ministro de Gobierno
Ministro de Defensa Nacional
Ministro de Justicia
Ministro de Planificación del Desarrollo
Ministro de Hacienda
Ministro del Agua
Ministro de Producción y Microempresa
Ministro de Obras Públicas, Servicios y Vivienda
Ministro de Desarrollo Rural, Agropecuario y Medio Ambiente
Ministro de Hidrocarburos y Energía
Ministro de Minería y Metalurgia
Ministro de Trabajo 
Ministro de Educación y Culturas
Ministro de Salud y Deportes
II. Por decreto del Señor Presidente de la República, en ausencia temporal de un Ministro se designara interinamente a otro Ministro de Estado para que lo reemplace.
III. El Poder Ejecutivo establecera por Decreto Supremo la estructura jerárquica interna de los Ministerios y entidades dependientes.
IV. El Presidente de la República podrá designar hasta dos Ministros sin Cartera, para formular y ejecutar políticas específicas.Para este fin, asignara, mediante decreto presidencial, el ámbito y las atribuciones ministeriales establecidas en esta Ley.
V. El Presidente de la República podrá designar representantes presidenciales sin atribuciones ministeriales para ques se encarguen de tareas específicas asignadas en la correspondiente Resolución Suprema de nombramiento. No contaran con estructura orgánica jerárquica, excepto en el nivel de asesoramiento y apoyo.
Artículo 3° .- Son atribuciones y obligaciones generales de los ministros: Ver Ley 3351 (Ley de Organización del Poder Ejecutivo)
Artículo 4° .- Los Ministros de Estado tendrán las siguientes atribuciones específicas: Ver Ley 3351 (Ley de Organización del Poder Ejecutivo)

## Objetivos estratégicos
Reestructurar, modernizar y fortalecer el Ministerio de Gobierno.
Establecer canales de relacionamiento y participación de la sociedad para la seguridad interna con corresponsabilidad y control social.
Desarrollar una estrategia comunicacional, para generar opinión pública y conciencia social de cambio en torno a la problemática de la Seguridad Interna.
Estructurar redes institucionales para la prevención del conflicto y del delito.
Objetivos de gestión
Fortalecer las capacidades técnicas y operativas del Ministerio de Gobierno, para una gestión institucional eficaz y eficiente.
Fortalecer la Seguridad Ciudadana a nivel nacional, con la participación activa de las Gobernaciones, Municipios y organizaciones de base  de la sociedad civil en el marco del Plan Nacional de Seguridad Ciudadana.
Fortalecer los mecanismos del flujo de control migratorio para dar cumplimiento a las regulaciones de entrada, permanencia y salida evitando la trata y tráfico de personas, velando por los Derechos Humanos.
Eliminar la corrupción en la Policía Boliviana mediante tareas de investigación disciplinaria y seguimiento a casos específicos que dirigen los Fiscales Policiales.
Fortalecer los mecanismos de información para posicionar la imagen institucional y la coordinación con la sociedad civil.
Proponer políticas e implementar acciones para la Seguridad Pública del Estado, con un enfoque preventivo del conflicto, en coordinación con la Policía Boliviana y la sociedad civil organizada.
Proponer políticas e implementar acciones en Régimen Penitenciario para la rehabilitación, reinserción social y mejoramiento de las condiciones  de vida de las personas privadas de libertad.
Efectuar seguimiento y verificación de las situaciones de conflicto; evaluando el mismo en coordinación con las instancias responsables, para orientar al Presidente del Estado Plurinacional, a través de la recolección de información objetiva.
Fortalecer logísticamente las tareas de interdicción, racionalización y erradicación de las plantaciones excedentarias de la hoja de coca, a través de los recursos asignados al Programa de Administración Integral de Lucha contra el narcotráfico.
Fortalecer los mecanismos de control y lucha contra el narcotráfico, a través de políticas y estrategias de concientización y control social con base en la corresponsabilidad compartida con las organizaciones sociales productoras de coca.
Administrar y custodiar con transparencia los bienes incautados, decomisados y confiscados por ilícitos de narcotráfico y otros delitos de acuerdo a la legislación vigente en el territorio boliviano.

## Galería de los ministros de gobierno
- Mariano Enrique Calvo 
 (1782-1842)
Ministro de Gobierno de Bolivia
 (Desde 1829 hasta 1832)
(Desde 1833 hasta 1835)

José María Linares Lizarazu (1808-1861) Ministro de Gobierno de Bolivia (Desde 1839 hasta 1841)
Pedro José Domingo de Guerra (1809-1879) Ministro de Gobierno de Bolivia (Desde 1845 hasta 1847)
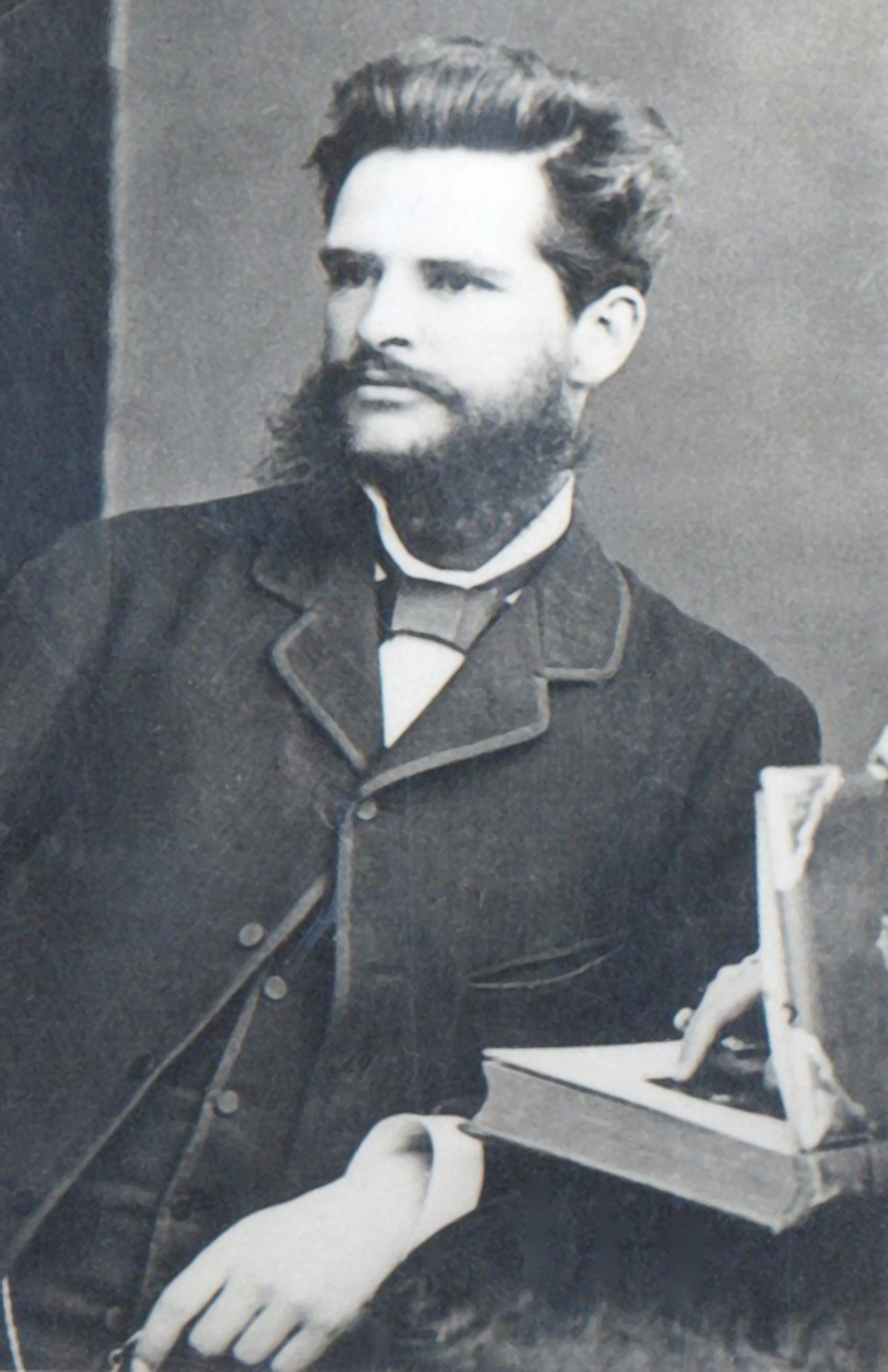
Juan de la Cruz Benavente (1818-1876) Ministro de Gobierno de Bolivia (Desde 1862 hasta 1863)
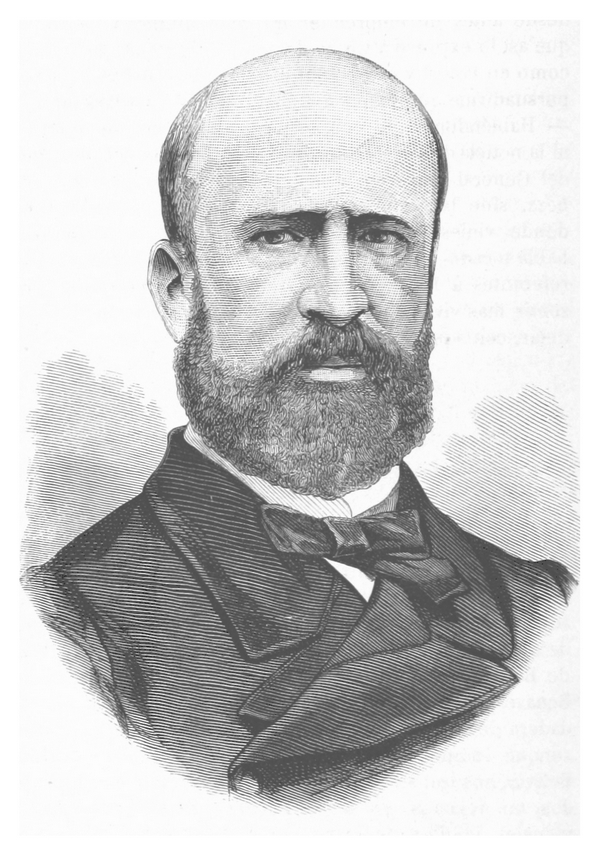
Casimiro Corral (1830-1895) Ministro de Gobierno de Bolivia (Desde 1871 hasta 1873)
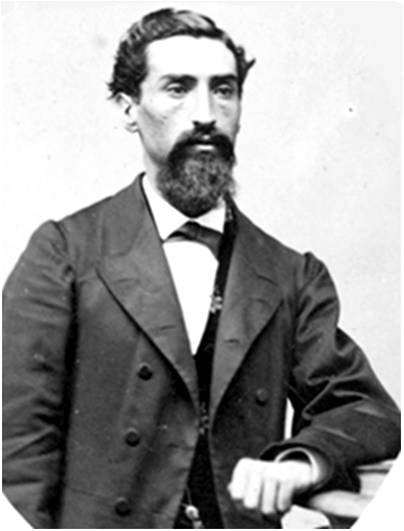
Mariano Baptista Caserta (1832-1907) Ministro de Gobierno de Bolivia (Desde 1873 hasta 1876)
- Serapio Reyes Ortiz
 (1822-1900)
 Ministro de Gobierno de Bolivia 
 (En 1879 y 1899)
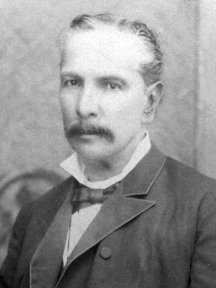
Jenaro Sanjinés Calderón (1843-1913) Ministro de Gobierno de Bolivia (En 1880 y desde 1896 hasta 1898)
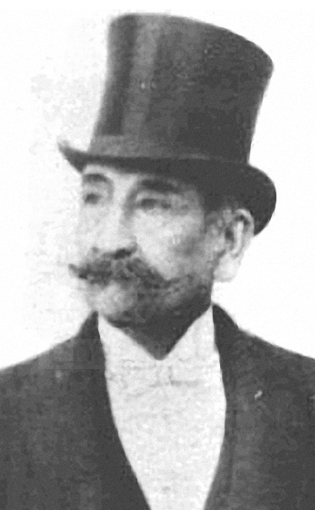
José Manuel Pando Solares (1848-1917) Ministro de Gobierno de Bolivia (En 1899)
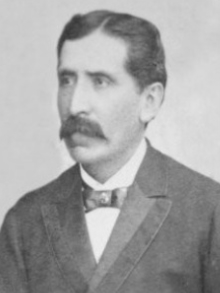
Macario Pinilla Vargas
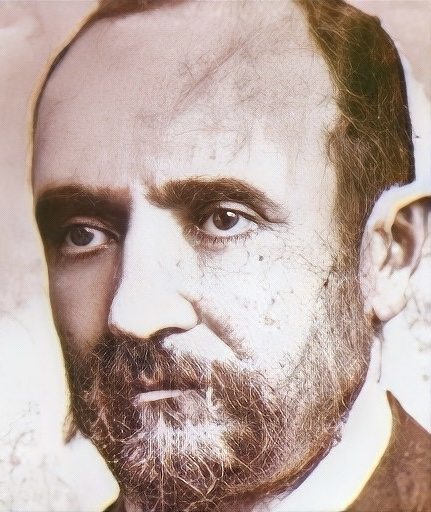
José Manuel Pando Solares (1848-1917) Ministro de Gobierno de Bolivia (En 1899)
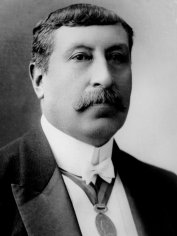
Macario Pinilla Vargas (1855-1927) Ministro de Gobierno de Bolivia (En 1899 y desde 1912 hasta 1913)
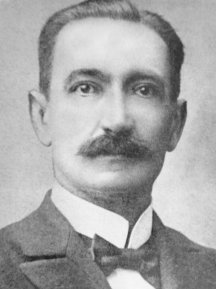
Aníbal Capriles Cabrera (1854-1924) Ministro de Gobierno de Bolivia (Desde 1901 hasta 1902) (Desde 1904 hasta 1908) (Desde 1911 hasta 1912)
Eliodoro Villazón Montaño (1848-1939) Ministro de Gobierno de Bolivia (En 1902)
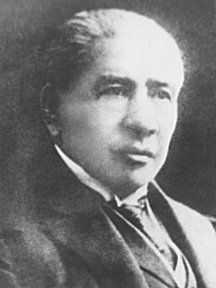
José Carrasco Torrico (1863-1921) Ministro de Gobierno de Bolivia (Desde 1902 hasta 1903) (Desde 1908 hasta 1909)
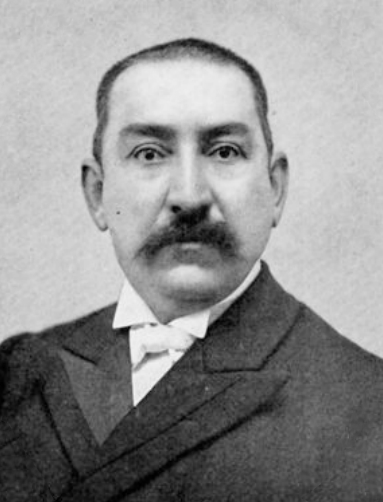
Juan Misael Saracho (1857-1915) Ministro de Gobierno de Bolivia (Desde 1910 hasta 1911) (Desde 1908 hasta 1909)
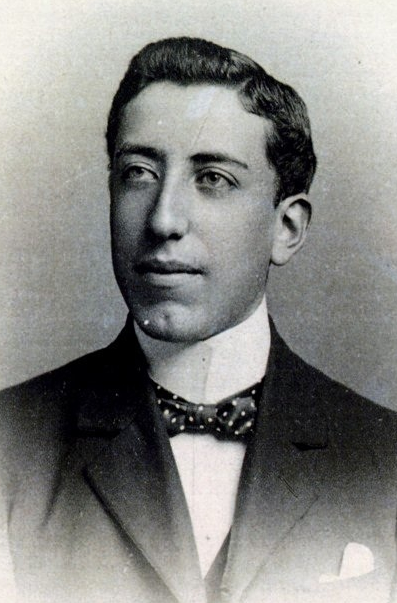
Juan María Zalles Calderón (1879-1954) Ministro de Gobierno de Bolivia (Desde 1914 hasta 1915)
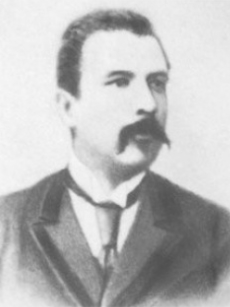
Ismael Vázquez Virreira (1865-1930) Ministro de Gobierno de Bolivia (En 1919)
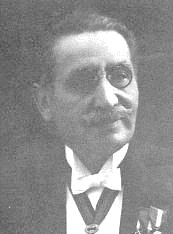
Abdón Saavedra Mallea (1872-1942) Ministro de Gobierno de Bolivia (Desde 1921 hasta 1922)
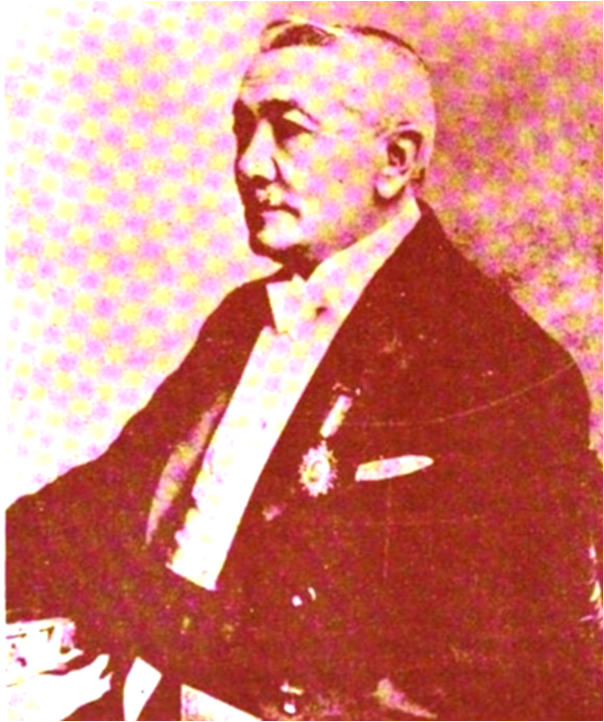
José Paravicini (1853-1936) Ministro de Gobierno de Bolivia (En 1925)
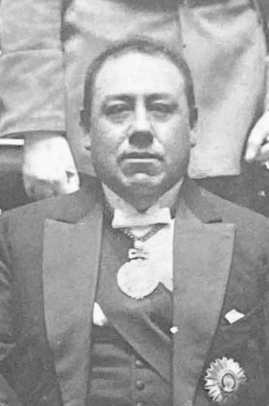
Felipe Segundo Guzmán (1879-1932) Ministro de Gobierno de Bolivia (En 1927)
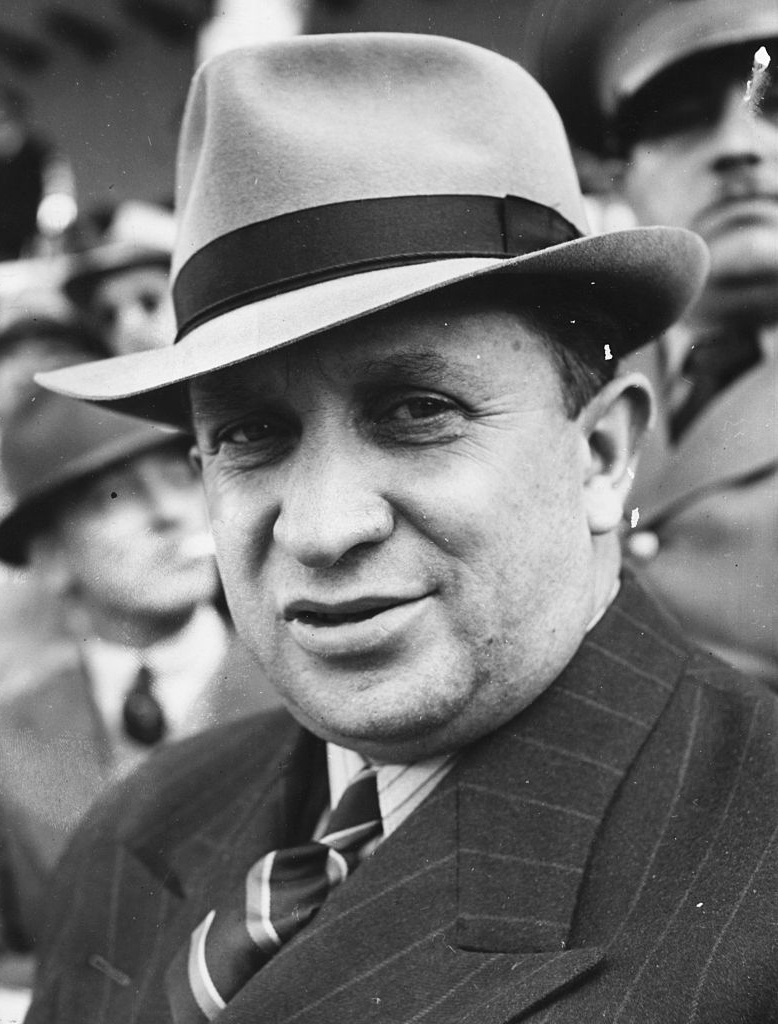
David Toro Ruilova (1898-1977) Ministro de Gobierno de Bolivia (En 1930)
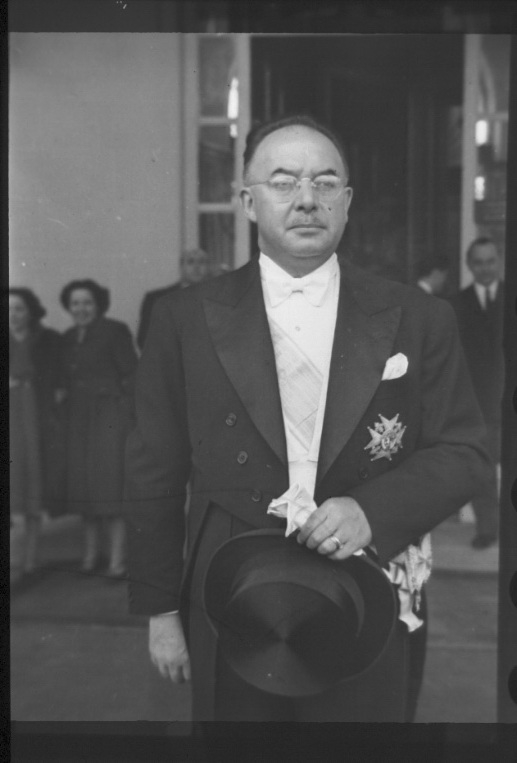
Enrique Hertzog Garaizabal (1897-1981) Ministro de Gobierno de Bolivia (En 1932)
 (1855-1927)
 Ministro de Gobierno de Bolivia 
 (En 1899 y desde 1912 hasta 1913)
- Aníbal Capriles Cabrera
 (1854-1924)
 Ministro de Gobierno de Bolivia 
 (Desde 1901 hasta 1902)
 (Desde 1904 hasta 1908) 
 (Desde 1911 hasta 1912)
- Eliodoro Villazón Montaño
 (1848-1939)
 Ministro de Gobierno de Bolivia 
 (En 1902)
- José Carrasco Torrico
 (1863-1921)
 Ministro de Gobierno de Bolivia 
 (Desde 1902 hasta 1903)
 (Desde 1908 hasta 1909)
- Juan Misael Saracho
 (1857-1915)
 Ministro de Gobierno de Bolivia 
 (Desde 1910 hasta 1911)
 (Desde 1908 hasta 1909)
- Juan María Zalles Calderón
 (1879-1954)
 Ministro de Gobierno de Bolivia 
 (Desde 1914 hasta 1915)
- Ismael Vázquez Virreira
 (1865-1930)
 Ministro de Gobierno de Bolivia 
 (En 1919)
- Abdón Saavedra Mallea
 (1872-1942)
 Ministro de Gobierno de Bolivia 
 (Desde 1921 hasta 1922)
- José Paravicini
 (1853-1936)
 Ministro de Gobierno de Bolivia 
 (En 1925)
- Felipe Segundo Guzmán
 (1879-1932)
 Ministro de Gobierno de Bolivia 
 (En 1927)
- David Toro Ruilova
 (1898-1977)
 Ministro de Gobierno de Bolivia 
 (En 1930)
- Enrique Hertzog Garaizabal
 (1897-1981)
 Ministro de Gobierno de Bolivia 
 (En 1932)